# پرده درخشان

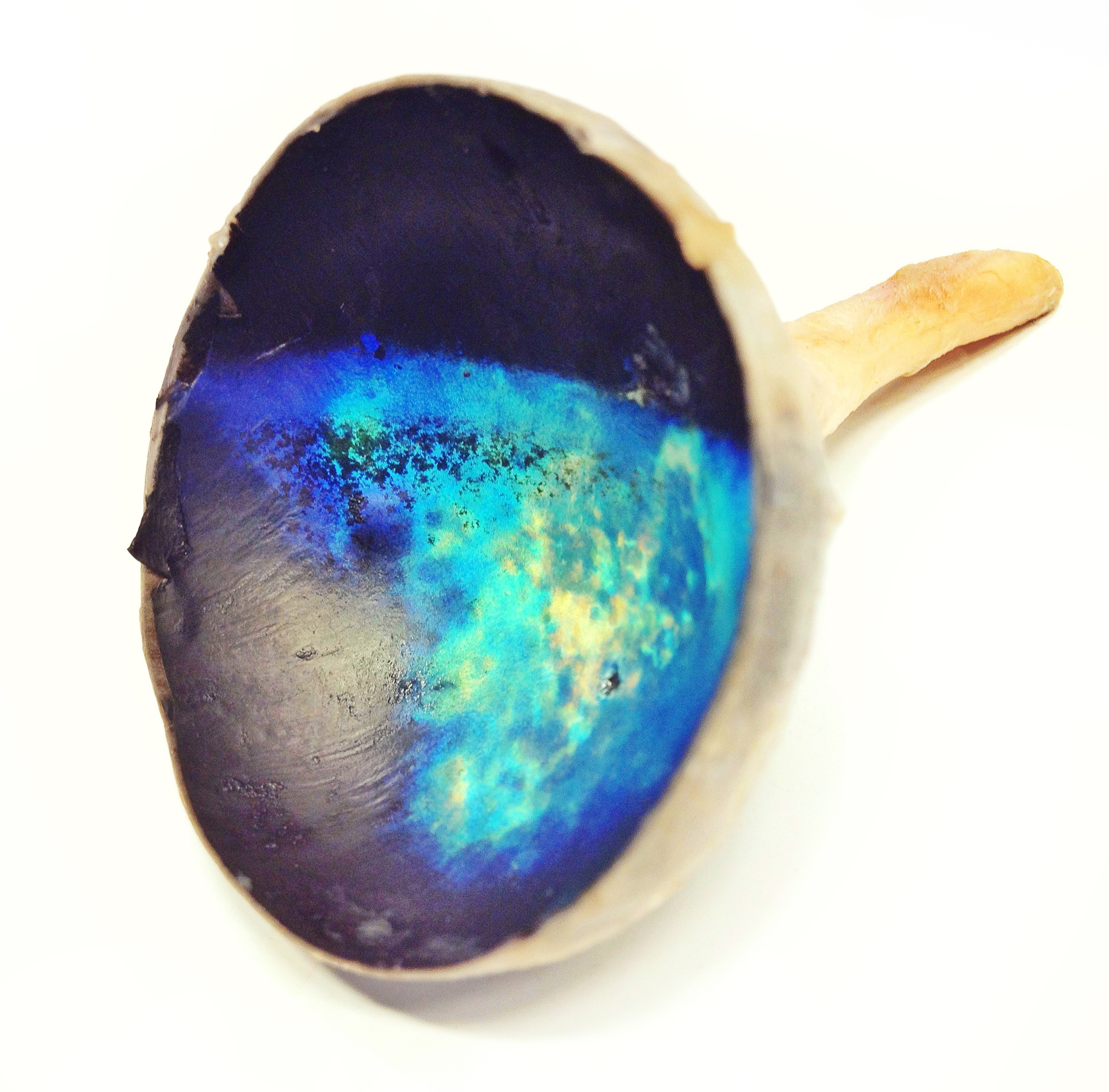
پرده درخشان چشم گاو.

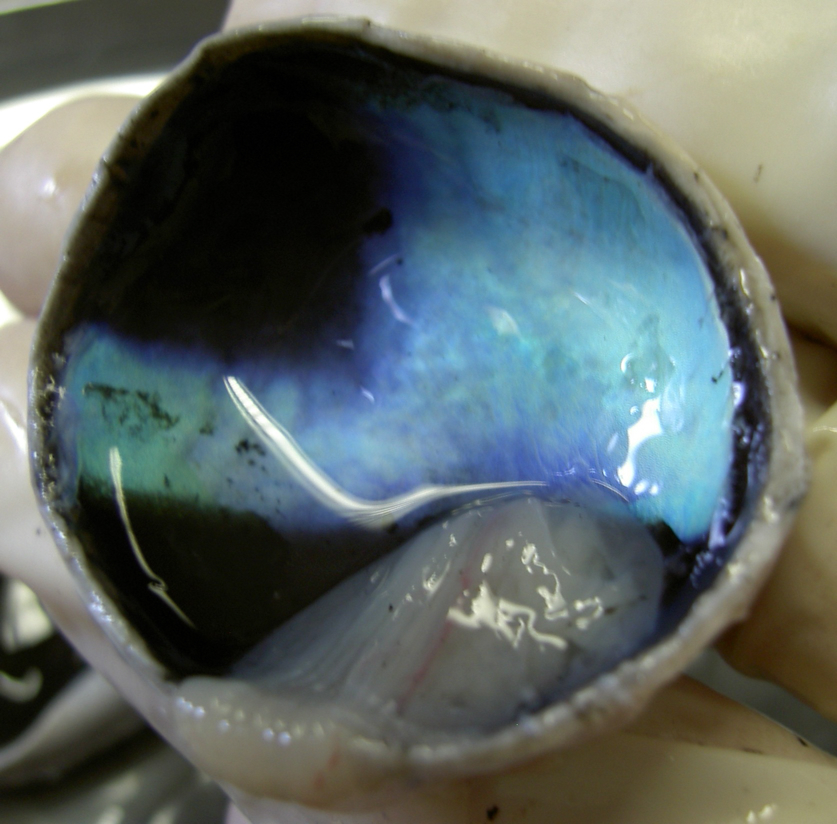
برشی از چشم گوساله که در آن پرده درخشان به رنگ آبی دیده می‌شود.

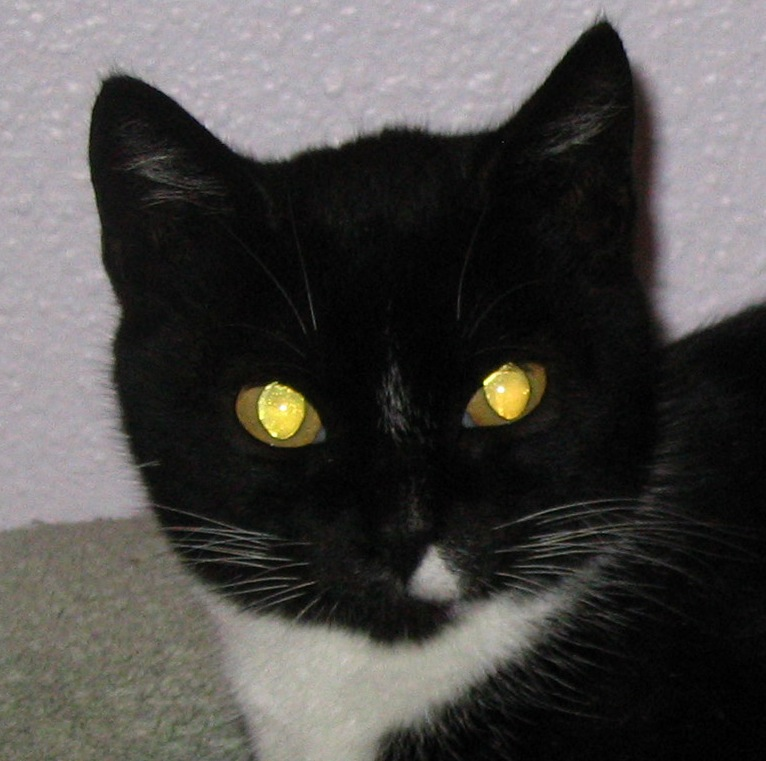
درخشندگی چشم گربه.

پرده درخشان (لاتین: tapetum lucidum) لایه‌ای است در چشم بسیاری از مهره‌داران که بلافاصله در پشت یا گاهی در داخل شبکیه قرار دارد. باعث براق بودن چشم گربه‌ها هم در شب وجود همین پرده است.
پرده درخشان، نور مرئی را پس از عبور از شبکیه از پشت شبکیه ازنو به درون شبکیه بازمی‌تاباند و باعث افزایش نور دریافتی توسط گیرنده‌های نوری شبکیه می‌گردد. این عمل باعث افزایش بینایی در نور ضعیف می‌گردد اما ممکن است از تداخل شعاع‌های منعکس شده یک تصویر تیره تشکیل شود.
این لایه باعث دید بهتر شبانه در بعضی از حیوانات می‌گردد. بسیاری از این حیوانات شب‌رو هستند و به ویژه گوشتخوار بوده و در شب شکار می‌کنند. بعضی از این حیوانات نیز در عمق دریا زندگی می‌کنند. اگر چه بعضی از نخستی‌ها این لایه را دارند اما انسانها آن را ندارند. درخشش چشم اثر قابل رویت این لایه می‌باشد.
هنگامی که نور به درون چشم جانوری که این لایه را دارد می‌تابد مردمک درخشان می‌شود. این پدیده در بسیاری از حیوانات قابل رویت می‌باشد، هم در طبیعت و هم در مقابل فلاش عکس‌ها. در نور کم یک چراغ قوه نیز برای ایجاد یک درخشش قابل مشاهده توسط انسان (که دید ضعیفی در تاریکی دارد) کافی است.
طبیعت‌شناسان و شکارچیان از این ترفند برای جستجوی حیوانات در شب استفاده می‌کنند.
درخشش چشم‌ها در رنگ‌های متفاوتی از جمله سفید، آبی، سبز، زرد، صورتی و قرمز رخ می‌دهد. به علت اینکه درخشش چشم رنگین‌تابی ایجاد می‌کند نوع رنگ مشاهده شده در چشم بستگی به زاویه دید و رنگ منبع نور تابیده شده به چشم دارد. درخشش سفید در بسیاری از ماهی‌ها. درخشش آبی در بسیاری از پستانداران مانند اسب‌ها. درخشش زرد در بسیاری از پستانداران مانند گربه و سگ و راکون و درخشش قرمز در جوندگان و صاریغ و پرندگان دیده می‌شود. چشم انسان فاقد این لایه می‌باشد و بنابراین چشم انسان درخشان نیست اما در انسان و حیوانات دو اثر می‌توان باعث درخشش چشم‌ها شود:

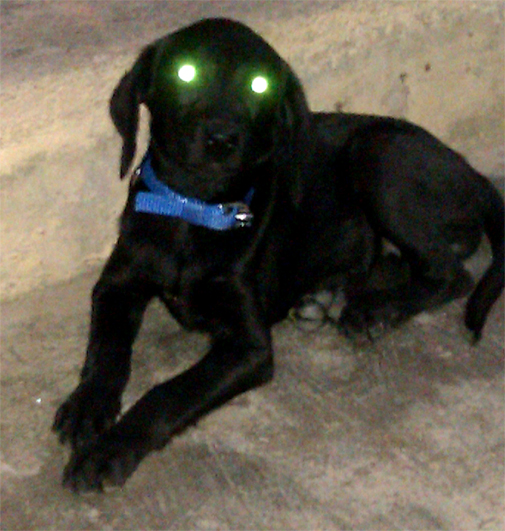
یک توله سگ لابرادور سیاه رنگ سه ماهه با درخشندگی ظاهری

۱- سفیدمردمکی انعکاس غیرطبیعی سفید از شبکیه که نشان‌دهنده بیماری‌های مختلف از جمله آب مروارید می‌باشد. ۲- اثر چشم قرمز که فقط در فلاش‌های نوری ظاهر می‌شود. این اثر وقتی دیده می‌شود که فلاش نوری خیلی به عدسی دوربین نزدیک باشد. این اثر در طبیعت دیده نمی‌شود و فقط هنگام استفاده از فلاش دوربین عکاسی دیده می‌شود.